# Cynorta pleuralis
Cynorta pleuralis is een hooiwagen uit de familie Cosmetidae.